# Ermida de São Miguel (Évora)
A Ermida de São Miguel, também designada por Ermida de São Miguel do Castelo, é um templo católico localizada no Pátio de São Miguel, freguesia de Évora (São Mamede, Sé, São Pedro e Santo Antão), em Évora, Portugal.
Esta ermida foi criada em 1180 pelo cavaleiro Gonçalo Viegas primeiro Mestre da Ordem Ordem Militar de S. Bento de Calatrava e provavelmente deverá ter sido dos primeiros edifícios religiosos a ser consagrado em Évora.
Actualmente tem uma função cultural e recreativa estando enquadrada no património da Fundação Eugénio de Almeida, sendo um dos marcos histórico-culturais da cidade de Évora.
A Ermida de São Miguel está classificada como Imóvel de Interesse Público desde 1939.